# Goodwife
Il termine inglese Goodwife (pl. Goodwives, in scozzese: Guidwife, lett. "buona moglie"), solitamente abbreviato Goody, era una forma di cortesia usata per rivolgersi alle donne ove attualmente sono usate le forme Mrs., Miss e Ms. Il suo corrispettivo maschile era Goodman. Tuttavia, una donna a cui ci si rivolgeva con questo titolo era di condizione sociale inferiore a quella a cui spettava il titolo di Mistress.
Goodwife e Goody erano utilizzati in Inghilterra, Scozia, e nelle colonie inglesi in America, con la prima occorrenza attestata al 1325 circa. Entro la metà del XVIII secolo era divenuto obsoleto al di fuori della Scozia, e questi termini sono ricordati oggi forse soprattutto in quanto usati in opere di letteratura ambientate in quel periodo, come il dramma storico di Arthur Miller Il crogiuolo.
Il titolo compare anche nell'espressione Goody Two-Shoes, la cui apparizione è spesso attribuita al libro per bambini del 1765 The History of Little Goody Two-Shoes, sebbene sia stata usata per la prima volta almeno un secolo prima.

## Utilizzo
Goodwife è un termine usato per designare donne di elevata condizione sociale, tipicamente mogli di borghesi. Tuttavia, in Inghilterra, queste non facevano parte della nuova borghesia. Le Goodwives erano tipicamente coinvolte nei doveri civici, ma non necessariamente in attività di chiesa.
Il termine ha anche significati molto specifici per alcuni gruppi sociali. Tra il 1523 e il 1547, goodwife era usato a Coventry per indicare le mogli che avevano rilevato le attività dei loro mariti prima o dopo le morti di questi ultimi. Alcuni, specialmente ministri del culto, ritenevano che il vocabolo dovesse essere usato per rivolgersi a donne della congregazione di provata statura morale.

### America coloniale
L'appellativo Goodwife fu coniato in Inghilterra e poi utilizzato nell'America coloniale . Allorché traversò l'oceano, la sua popolarità nella madrepatria era già in declino. Rimase in uso nella Nuova Inghilterra fino all'inizio del XIX secolo. Fu utilizzato anche nelle colonie del Medio Atlantico, ma senza il fervore che comportava nella Nuova Inghilterra. Il suo declino andò di pari passo con quello degli ideali puritani.
Una definizione precisa di Goodwife nell'America coloniale è elusiva, a causa del suo uso ambiguo e variato nel tempo e nello spazio. Si può tuttavia collegare agli ideali puritani poiché era considerato un titolo di rispetto.

### Inghilterra
La popolarità dell'appellativo Goodwife stava già declinando nell'Inghilterra del XVIII secolo. In quell'epoca non significava già quasi niente; ne è prova il fatto che coloro ai quali ci si era rivolti comunemente come Goodman o Goodwife desideravano ora essere chiamati Master o Mistress.
Sebbene questo termine dovesse denotare donne di elevata condizione sociale, ve n'erano altri per donne di rango superiore. Sopra Goodwife vi era Madam, e sopra ancora Dame. A dispetto del fatto che Goodwife indicasse una condizione sociale inferiore a Madam o Dame, non era considerata un'offesa il fatto di rivolgersi a una donna dei ceti bassi con questo appellativo nel periodo in cui il suo uso in Inghilterra era diffuso. Era "un segno di buon vicinato". Tuttavia, nel romanzo Evelina di Frances Fanny Burney, il capitano Mervin usa questo termine per insultare sua moglie che, in quanto membro della piccola nobiltà di campagna avrebbe diritto all'appellativo Madame o Mistress.

## Spostamento versoMistress
In Inghilterra vi fu progressivamente uno spostamento dall'uso di Goodwife a quello di Mistress, che si concluse durante il XVIII secolo.Tuttavia, ci sono prove che Goodwife fu utilizzato più a lungo di Goodman. Al 1780, gli appellativi Master o Mister e Miss(tress) erano usati in modo quasi universale, indipendentemente dalle differenze sociali. La sola eccezione era che le donne di condizione sociale particolarmente elevata erano chiamate Lady.
Nell'uso moderno, Goody è generalmente associata alle streghe, probabilmente perché Eunice Cole, Sarah Osborne e altre donne accusate di stregoneria erano indicate con Goody anziché con i loro nomi di battesimo. Questo titolo è attribuito anche a diverse delle streghe del Mondo Disco nella serie di romanzi di Terry Pratchett.